# Schilderung
Die Schilderung ist eine Form der schriftlichen oder mündlichen Darstellung. Das deutsche Verb schildern leitet sich von gemalten Schilderungen auf den Schilden der Germanen ab. Zu den Schilderungen gehören auch Stimmungsbilder und Situationsschilderungen.

## Schilderung als schriftliche Niederlegung
Eine Schilderung ist eine Form der schriftlichen Niederlegung von Gedanken und Gefühlen zu einem bestimmten Thema. Man benutzt häufig literarische Mittel, um die Gefühle oder Gedanken auszudrücken. Dazu zählen:
| - Metaphern - Beseelungen (Spezielle Metaphern) - Personifikationen | - Parabel - Rhetorische Figuren - Vergleiche | - Ellipse (Linguistik) |

In einer Schilderung benutzt der Autor in der Regel das Präsens oder das Präteritum, es sei denn, sie ist Bestandteil einer Geschichte, die in einer anderen Zeit geschrieben ist. Als weitere sprachliche Stilmittel findet man Direkte Rede, Vergleiche und bildhafte Ausschmückungen.

### Schilderungsschema
In Schulaufgaben wird seitens der Lehrbücher als Schema zunächst
1. Einleitung
2. Hauptteil
3. Schluss

als Kriterium gefordert. Gewünscht sind auch treffende Verben und ein abwechslungsreicher Sprachstil.